# ريكسهام (دائرة انتخابية في المملكة المتحدة)
ريكسهام  (بالإنجليزية: Wrexham)‏ هي إحدى الدوائر الانتخابية في المملكة المتحدة الممثلة في مجلس العموم في برلمان المملكة المتحدة.
عضو البرلمان الذي يمثلها حالياً هو :Ian Lucas (Lab).